# Chose (philosophie)
Pour les articles homonymes, voir Chose.
La Chose (du latin causa « cause, affaire »), est, selon le Vocabulaire technique et critique de la philosophie d'André Lalande, un concept qui peut avoir trois sens distincts.
Le premier sens consiste en tout ce qui peut être pensé, supposé, affirmé ou nié ; c'est le terme le plus général pouvant tenir lieu de tout ce dont on suppose l'existence (fixe ou passagère, réelle ou apparente, connue ou inconnue).
Le deuxième sens, en théorie de la connaissance, exprime l'idée d'une réalité envisagée à l'état statique constituée par un système supposé fixe de qualités et de propriétés. La chose s'oppose alors au fait ou au phénomène. En ce sens, « chose » et « objet » sont souvent employés comme synonymes. Dans un sens métaphysique, la « chose en soi » (« Ding an sich » / « Thing in itself » / « Cosa in se ») est ce qui subsiste en soi-même sans supposer autre chose.
Dans un troisième sens, dans le domaine éthique, la chose s'oppose à la personne. La chose ne s'appartient pas à elle-même, elle peut être possédée, elle ne peut être perçue comme le sujet d'un droit, à l'inverse de la personne qui peut posséder la chose et avoir des droits. 
Selon le Dictionnaire des concepts, c'est l'entité philosophique qui possède le plus d'extension et le moins de détermination. À la vieille relation, grecque et romaine, de l'homme à la chose s'est progressivement substituée la relation du sujet à l'objet sans que la problématique philosophique ait changé, la « chose » est ce « qui est posé en face de la pensée et l'interroge ». Or ce changement n'est pas sans conséquence sur l'être humain, car comme le dit Hadrien France-Lanord, « avec les choses est en cause le rapport de l'être humain au monde ». Comprendre la chose, en son être de chose, c'est comprendre le statut ontologique « de l'ensemble des objets constitués en un monde par le sujet ». Les phénoménologues (Heidegger, Sartre, Merleau-Ponty) découvrent dans cette approche si on la compare avec la saisie scientifique des objets une meilleure présence et une plénitude de la « chose » dans le monde que se donne le sujet. En effet, les philosophes de l'âge classique ont perdu de vue le côté pragmatique des choses pour ne s'intéresser qu'à l'essence. Or elles ne pouvaient être elles-mêmes que dans le cadre d'un monde qui n'est pas celui de la mise à distance et de la représentation rationnelle.

## Les interprétations traditionnelles

### L'interprétation métaphysique
Avec Platon et Aristote, la métaphysique naissante, quitte le terrain pratique pour formuler à propos de l'être en général trois thèses, une détermination de la chose comme support de propriétés, une thèse concernant l'essence de la proposition, une définition de la vérité comme conformité entre ce qui est pensé et conçu avec la chose elle-même. La connexion de cette triple détermination conduit Heidegger à s'interroger : une telle connexion implique-t-elle que la structure de la vérité et de la proposition a été mesurée à la structure de la chose ou tout au contraire ne se pourrait-il pas que nous ayons transféré dans les choses la structure de la proposition (auquel cas ce serait les règles de grammaire qui commanderaient notre vision du monde) ? 
Cette triple thèse est à mettre en parallèle avec les trois grandes interprétations de la chose qui dominent la philosophie à savoir : la chose comme support de propriétés, la chose comme unité d'une multiplicité sensible, la chose comme matière recevant une forme résume Hadrien France-Lanord. De ces interprétations c'est la troisième, qui selon Hans-Georg Gadamer « suit le modèle de la production d'après lequel une chose est fabriquée pour servir nos fins » est la plus suivie et celle qui conduira souterrainement toutes les interprétations.
La métaphysique en poussant son raisonnement pour tenter de comprendre la « choséité » (ce qui fait qu'une chose est une chose et non pas rien) déterminera ses caractères fondamentaux comme : substantialité, matérialité, étendue et contiguïté

### L'interprétation cartésienne
Chez Descartes, les choses sont les représentations d'un « Je ». Dans leur être ce qui les définit c'est la « substance » qui est telle que, pour être, elle n'a besoin d'aucune autre substance. Or la propriété fondamentale de la substance c'est l'étendue sur laquelle se greffent tous les autres attributs. Le fait que Descartes attribue indistinctement la « substantialité » à trois êtres aussi différents que Dieu, la « res cogitans » et la chose étendue, interroge Heidegger pour qui Descartes laisse ainsi inélucidé le sens d'être de la substantialité. Ainsi définie la chose interdit à Descartes l'accès à la notion de monde au sens du monde de l'homme.
En son état dernier, devenue simple objet de représentation, la chose se voit totalement privée de son être, d'où s'élève la nécessité de combler cette privation par l'attribution à l'objet d'une « valeur » arbitraire qui de proche en proche va constituer un « système des valeurs » écrit Heidegger.

### L'interprétation kantienne
Au point de départ il y a une sensation qui déclenche une « intuition empirique » dont l'objet sera le phénomène. Pour Kant le « phénomène » n'est jamais que l'objet possible de l'intuition d'un sujet alors même que la chose en elle-même (la chose en soi) nous reste inaccessible. En effet dans l'esprit de Kant, ce sont les objets qui doivent se régler sur notre connaissance et non l'inverse, nous masquant ainsi la nature réelle des choses (le nouménal). Pour autant le phénomène n'est pas une apparence il correspond bien à ce que la chose est véritablement, mais filtrée par le concept.

## Interprétation phénoménologique

### Retour aux grecs

#### Les πράγματα
Les premiers grecs nommèrent les choses des πράγματα qui signifiaient toutes les choses avec quoi ils avaient affaire dans le cadre de leurs préoccupation quotidienne. Ce qu'est une chose n'est pas défini par la production ou la représentation nous apprend Heidegger. Dans le célèbre exemple de la cruche développé dans la conférence intitulée la « Chose », le potier doit certes avoir en vue l'aspect de la chose mais son aspect n'est pas l'être de la chose. La cruche se définit essentiellement en vue de satisfaire ce pour quoi elle est faite. 
Pour les grecs il s'agit d'une attitude fondamentale, ils ne conçoivent les choses qu'en vertu de leur pratique ou de leur mise en pratique, soit selon Heidegger à travers leur Zeughaftigkeit , traduit par « ustensilité »,. Toutefois comme le souligne Jean Beaufret, il s'en faut de beaucoup que les grecs anciens n'aient abordé les choses que sous l'angle de la préoccupation quotidienne (les πράγματα) ; le monde qu'ils habitaient devait son ampleur non à l'« ustensilité » par laquelle la chose « s'annonce dans sa proximité la plus immédiate, mais plus secrètement en la présence en elle de l'œuvre d'art ».

#### Les choses à même le monde ambiant
Un assemblage de choses pas plus qu'un rassemblement d'outils ne fait pour autant monde. « Pour qu'il y ait monde, il faut qu'à la série d'objets s'ajoute un facteur qualitatif » soit que chaque ustensile renvoie à tous les autres comme cela est le cas par exemple, dans un atelier de cordonnier, une salle d'opération chirurgicale, une salle de classe. Les choses-ustensiles prennent leur plein sens à l'intérieur d'une structure de renvois. La structure de renvois se manifeste lorsque l'on s'intéresse à l'usage d'une chose. Ainsi de la moissonneuse batteuse ou du tracteur qui sont des choses dont l'être ne s'expose qu'à l'intérieur de la structure correspondant à la ferme paysanne et à travers elle au monde agricole. De proche en proche l'horizon de toutes les structures possibles constituera la « mondéité » du monde. En notant que la découverte de l'« être de la chose » dépend de la mise à jour préalable du sens de la structure de renvoi qui la contient, Heidegger donne à ce phénomène un sens ontologique radical. « La chose n'acquiert sa forme déterminée, ses caractères qu'en vertu de l'être humain qui l'utilise et l'use, en jouit ou la méprise, élabore des théories au sujet de son être ou en fait l'objet de ses passions » écrit Marco Ruggenini. La « mondéité » du monde et la significativité des choses vont de pair. 
« Tandis qu'un monde s'ouvre, toutes les choses reçoivent leur mouvement et leur repos, leur éloignement et leur proximité, leur ampleur et leur étroitesse ». « Pour éprouver ce que signifie une découverte pareille à celle de la chose, il faudrait bien plutôt qu'entrent en jeu la totalité de l'être-là grec, ses dieux,son art, son État, son savoir ».

### Les modes de l'être
Les choses dans la quotidienneté ne sont justement pas d'abord saisies en tant que « choses », mais bien plutôt dans leur un usage, leur utilité, et c'est à travers cet usage que le l'homme prend contact avec elle, la tasse de café comme récipient pour boire, le crayon comme machin pour écrire, donc comme des espèces d'outils ou de moyens saisis dans un but déterminé. À noter que tout cela n'est possible que si auparavant il y a originairement « rapport au monde » ou l'étant est tout simplement là présent, vorhanden. L'ensemble des choses de ce monde ambiant familier qui constituent l'étant « intra-mondain » se présentera à la préoccupation circonspecte comme un « Outil », c'est-à-dire comme un étant « à dessein de quelque chose » au sens phénoménologique, et non pas pour lui-même.
Les choses nous sont présentes en des guises multiples note Jean Beaufret. Le mode le plus manifeste et le plus troublant c'est le devenir. Toutes les autres déterminations catégoriales sont soumises à la mobilité. L'arbre peut changer en restant arbre mais il peut tout aussi bien devenir planches. Jean Beaufret relève que ce n'est pas la même chose de comprendre la chose comme sujet d'une proposition avec ses prédicats comme la tradition, que de comprendre le mouvement qui porte la chose à être ce qu'elle n'était pas encore. Aristote utilise indifféremment le terme d' ousia, ουσία qu'il n'est pas interdit de rapprocher de parousia (παρουσία) qui autorise Heidegger à parler de présence temporelle.

### Un objet symbolique: la cruche

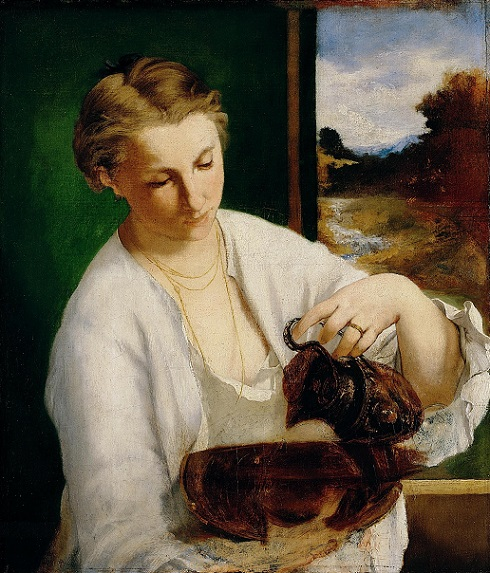
Édouard Manet - Femme à la cruche (RW 20)

On trouve dans Essais et conférences, le texte d'une conférence intitulée « La chose », à la recherche du chemin qui va nous permettre de répondre à la question sur l'être de cette chose qu'est la cruche. La cruche est incontestablement pour l'entendement commun une chose, qui comme « contenant » se tient en elle-même. En délaissant la représentation et en nous laissant absorber par sa production par les mains du potier travaillant l'argile, nous ne quittons pas à vrai dire l'objectivation de l'objet et nous ne trouvons pas le chemin de la « choséité » de la chose. Si la production fait entrer la cruche dans ce qui lui est propre, ce qui est propre à la manière d'être de la cruche n'est jamais fabriqué par la production. Ce qui fait du vase une chose ne réside aucunement dans la matière (ici dans les parois) mais dans l'apparition du « vide qui contient ». « Le vide contient en prenant ce qu'on y verse et en retenant ce qu'il reçoit ».
« Ce qui fait de la cruche une cruche déploie son être dans le versement de ce qu'on offre, dans le don de boisson vin ou eau ». Ici prend place une expression remarquée de Heidegger :« Dans l'eau versée la source s'attarde ». Avec la source, la terre, le ciel et sa pluie sont présents. Présents dans l'eau mais aussi dans le vin à travers le fruit de la vigne nourri du soleil et de la terre. Si le versement de ce qu'on offre constitue l'être de la cruche alors le ciel et la terre y sont présents. La boisson qui apaise la soif et égaie les réunions est destinée aux « mortels ». De même, la libation est le breuvage destiné aux dieux. Les mortels et même les divins demeurent présents dans le versement du breuvage comme le sont aussi la terre et le ciel. Tous ensemble présents, mortels et divins, terre et ciel forment le Quadriparti, les quatre éléments fondamentaux qui se tiennent.

### L'œuvre d'art

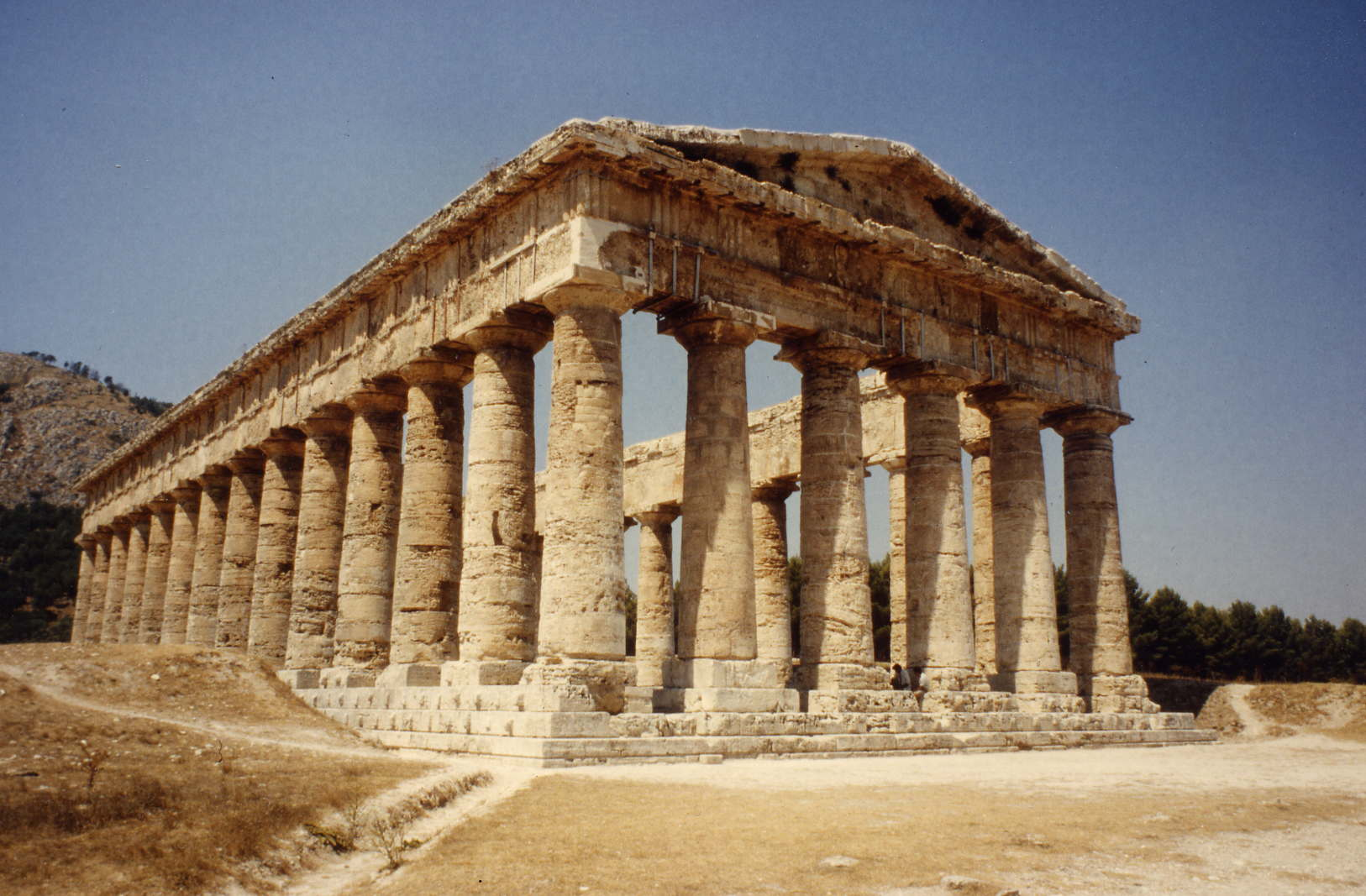
Segesta (1)

Traditionnellement, l'œuvre d'art est une chose qui possède la particularité de renvoyer à autre chose qu'elle-même, elle est « allégorie ». Dans cette perspective dite esthétisante, ce qui importe c'est l'effet produit sur la sensibilité du spectateur . La distinction matière forme issu de la métaphysique va constituer le schéma conceptuel pour tout théorie de l'art et toute esthétique. En représentant de manière sensible ce qui est par nature non-sensible (l'idée, l'idéal, l'esprit absolu, les valeurs ), « cette métaphysique de l'œuvre d'art n'atteint pas le propre de l'art va découvrir Heidegger dans la conception que s'en font les premiers grecs.
L'œuvre d'art chez les grecs ne présente jamais rien et cela pour cette simple raison qu'elle n'a rien à présenter étant elle-même ce qui crée tout d'abord ce qui entre pour la première fois grâce à elle dans l'ouvert ». C'est avec la rencontre d'un « temple grec », autrement dit, en partant d'une « œuvre d'art » concrète et singulière qu' Heidegger développe, dans une conférence célèbre de 1936, une surprenane analyse selon Hans-Georg Gadamer, de l'être de l'œuvre d'art. Dans ce texte célèbre traduit par Alain Boutot, Heidegger décrit comment avec le temple grec, son dieu, le rassemblement de toutes « choses » et ses liens avec la destinée humaine, un monde s'ordonne et « tandis qu'un monde s'ouvre, toutes « choses » reçoivent leur  mouvement et leur repos, leur éloignement et leur proximité, leur ampleur et leur étroitesse ».
La pensée d'Heidegger nous dit Hadrien France-Lanord manifeste ici « une mutation quant au déploiement de l'être de la  vérité » que l'on constate à partir de 1930. À ce stade de sa pensée, la vérité de l'« être-œuvre » qui va se faire jour est moins le résultat d'un effort de la connaissance humaine, d'une éducation du goût, que d'un décèlement (un dévoilement), une alètheia, dans la terminologie grecque vers laquelle Heidegger se tourne à partir de son cours sur L'introduction à la métaphysique, qui révèle le sens profond de la technè. « L'art dans l'œuvre, porte l'être à la tenue et au paraître comme étant » selon Heidegger dans Introduction à la métaphysique, cité par Gérard Guest. Avec une grande puissance d'évocation dans le texte cité plus haut à propos du temple grec, il évoque la capacité rassemblante de l'œuvre d'art sur les quatre, ciel, terre, mortels et dieux, ainsi que la confrontation complexe entre les mouvements contradictoires de dé-couvrement et de recouvrement de l'étant, de brillance et d'obscurcissement, au sein de Ereignis qui avait tant surpris Hans-Georg Gadamer.
L'œuvre d'art va devenir une puissance qui ouvre et installe un monde, la vérité de l'être qui s'y exprime ne sera plus l'effet de la connaissance humaine mais celui d'une alètheia, d'un dévoilement, « l'œuvre d'art est puissance avérante d'un monde » écrit Christian Dubois. La « chose » perdue tout au long de l'histoire de la métaphysique Heidegger la redécouvre dans son être à partir de l'œuvre d'art.
Avec l'œuvre d'art, la chose n'est plus pensée comme un étant parmi d'autres, mais comme l'événement du dévoilement qui n'a lieu que dans l'advenue de la vérité de l'être écrit Hadrien France-Lanord. La problématique du « sens de l'être » va céder la place à la question de la « vérité de l'être », dont la révélation du « voilement » accaparera dorénavant les efforts du philosophe, note Jean Grondin.